# Рішняк Іван Миколайович

Іва́н Микола́йович Рішня́к (* 12 вересня 1946, Семенівка, нині Роменський район, Сумська область) — український політик, господарник, громадський діяч, державний функціонер, науковець, голова Сумського земляцтва в Києві.
Кандидат економічних наук . Заслужений працівник сільського господарства України.
Голова правління Фонду соціального страхування з тимчасової втрати працездатності.
З квітня 2002 по березень 2005 — народний депутат України 4-го скликання, обраний по виборчому округу № 162 (Сумська область). З 20 червня 2002 — член Аграрної (згодом Народної) партії
Голова Народної Палати України та Всеукраїнського благодійного фонду імені Петра Калнишевського, посол Федерації Всесвітнього миру в Україні. Автор книги "Своєю стежкою іду" (2016).

## Біографія
Після закінчення школи працював у колгоспі «Червоний лан» Липоводолинського району.
Навчався в Чугуєво-Бабчинському технікумі лісового господарства, після закінчення — працював у Роменському лісгоспі.
1970-1980-ті рр. — обіймав посади інженера агролісомеліоратора, директора радгоспу.
Закінчив Харківський сільськогосподарський інститут ім. В. В. Докучаєва (спеціальність «Агрономія») та Київський інститут політології та соціального управління (спеціальність «Теорія суспільно-політичних відносин»).
1987 — обраний головою Роменської районної ради народних депутатів та виконкому.
1994-1999 — генеральний директор Сумського виробничого об'єднання «Елеваторзернопром».
1999-2002 — голова правління ДАК «Хліб України».
2002 — обраний народним депутатом України по одному з мажоритарних округів Сумської області.
2006-2008 — президент Національної асоціації «Укрзернопродукт».
2008-2010 — вдруге очолював ДАК «Хліб України».

## Громадська діяльність
Депутат Сумської обласної ради І скликання (1990—1994), ІІ скликання (1994—1998) та ІІІ скликання (1998—2002).
Голова Всеукраїнського громадського об'єднання «Народна палата України». 
Голова Всеукраїнського благодійного фонду імені Петра Калнишевського.
З 2010 року очолює громадську організацію «Сумське земляцтво у м. Києві» . 

## Народна Палата України
ВГО «Народна палата України» створено за ініціативи асоціації громадських організацій України для консолідації громадських організацій у формуванні громадянського суспільства.
Метою створення та діяльності Народної Палати є громадська діяльність, що спрямована на сприяння забезпеченню взаємозв'язку громадян, об'єднань громадян з органами державної влади та органами місцевого самоврядування при формуванні та реалізації державної політики, здійсненню громадського контролю за діяльністю органів виконавчої влади та органів місцевого самоврядування, а також задоволення та захисту законних соціальних, економічних, творчих і інших спільних інтересів своїх членів.
Серед форм діяльності новоствореного об'єднання — залучення громадськості в центрі та регіонах до проведення мониторингів, опитувань, референдумів, виявлення громадської думки та впливу громади на прийняття рішень органами влади.

## Фонд імені Петра Калнишевського
На батьківщині Калниша, у селі Пустовійтівка Роменського району Сумської області ще в 1991 році відкрито пам'ятник Петрові Калнишевському. Видрукувано книги, аудіо-диски, документальний фільм, присвячені національному герою. Фонд сприяв тому, що Петро Калнишевський як мученик, що постраждав за інтереси українського народу, був канонізований Українською Православною Церквою Київського патріархату. Коштами фонду розроблено і виготовлено почесну нагороду-знак «Хрест Петра Калнишевського». Зусиллями представників Фонду здійснено розвідки з пошуку автентичних нагород самого Петра Калнишевського — вони знайдені в одному з музеїв за кордоном.
Фонд 2009 року підготував та видрукував збірку документів «Петро Калнишевський: життя і діяльність». Вперше читачам представлено найповніше видання документів, пов'язаних з легендарним життям Петра Калнишевського.

## Інтернет-ресурси
- ВГО «Народна палата України»